# CSI 300
Der CSI 300 (kurz für englisch China Securities Index 300) ist ein Aktienindex, der die Kursentwicklung an den beiden größten Börsen Festlandchinas, Shanghai und Shenzhen, abbildet. Der Kursindex setzt sich aus den 300 größten und meistgehandelten A-Aktien Festlandchinas zusammen, also aus Unternehmensanteilen, die an den Börsen in Schanghai und Shenzhen in der chinesischen Währung Renminbi gehandelt werden. Renminbi (CNY) ist auch die Währung, in der der Index berechnet wird.
Der CSI 300 wird seit dem 8. August 2008 von der China Securities Index Company veröffentlicht, ausgehend von einem Basiswert von 1000 Indexpunkten am 31. Dezember 2004.

## Zusammensetzung
Die im Index enthaltenen Aktiengesellschaften werden nach dem Streubesitz („free float“) ihrer Marktkapitalisierung gewichtet. Größter Einzelwert ist mit 6 % die Ping An Insurance. Insgesamt sind Werte der Shanghaier Börse mit 69 % vertreten, Werte der Börse Shenzhen mit 31 %.
Das größte Gewicht im Index haben Unternehmen des Finanzsektors (36 %), gefolgt von Gebrauchsgüter- (22 %) und Industrieunternehmen (13 %).
Für eine Aufnahme in den Index müssen folgende Anforderungen erfüllt sein:
- seit mindestens drei Monaten an der Börse Shanghai oder Börse Shenzhen gelistet, sofern das tägliche Handelsvolumen nicht unter den TOP 30 aller A-Shares liegt
- keine Anzeichen zu großer Volatilität des Aktienkurses oder Verdacht auf Kursmanipulation
- Zugehörigkeit zu den größten 300 A-Aktien nach Marktkapitalisierung
- Zugehörigkeit zu den liquidesten 50 Prozent der A-Aktien.

Aktien, die ausschließlich in Hongkong gehandelt werden, sind nicht enthalten; festlandchinesische Unternehmen, die H-Aktien ausgegeben haben, können jedoch über ihre A-Aktien im CSI300 enthalten sein, wenn sie die Größenkriterien erfüllen.

## Berechnung
Der Index wird während der Handelszeiten der Börsen Shanghai und Shenzhen (Montag bis Freitag 9:30 bis 11:30, 13:00 bis 15:00 Ortszeit, UTC+8) sekündlich berechnet.
Ein 2016 eingeführter Sicherheitsmechanismus, wonach bei einer Schwankung des CSI 300 um 7 Prozent die chinesischen Börsen vorzeitig schließen, wurde wieder aufgegeben, nachdem er an den ersten vier Handelstagen des Jahres zweimal in Kraft trat.
CSI gibt außerdem einige Subindizes heraus, die spezielle Sektoren widerspiegeln:
- CSI 300 Energy Index
- CSI 300 Materials Index
- CSI 300 Industrials Index
- CSI 300 Consumer Discretionary Index
- CSI 300 Consumer Staples Index
- CSI 300 Health Care Index
- CSI 300 Financials Index
- CSI 300 Information Technology Index
- CSI 300 Telecommunications Index
- CSI 300 Utilities Index

## 50 größte Unternehmen im Index (2015)
Stand 1. September 2015:
| Unternehmen                                    | Gewichtung in % | Branche                      |
| ---------------------------------------------- | --------------- | ---------------------------- |
| Ping An Insurance (Group) Company of China Ltd | 3,75            | Versicherungen               |
| China Merchants Bank Co Ltd                    | 3,19            | Banken                       |
| China Minsheng Banking Corp Ltd                | 3,02            | Banken                       |
| Shanghai Pudong Development Bank Co Ltd        | 1,97            | Banken                       |
| Industrial Bank                                | 1,95            | Banken                       |
| China Vanke Co Ltd                             | 1,58            | Immobilien                   |
| Bank of Communications Co LTD                  | 1,52            | Banken                       |
| CITIC Securities Co Ltd                        | 1,37            | Finanzdienstleistungen       |
| CRRC Corporation Limited                       | 1,35            | Schienenfahrzeugbau          |
| Industrial and Commercial Bank of China Ltd    | 1,25            | Banken                       |
| China Shipbuilding Industry Co Ltd             | 1,24            | Schiffbau                    |
| Haitong Securities Company Limited             | 1,16            | Finanzdienstleistungen       |
| Inner Mongolia Yili Industrial Group Co Ltd    | 1,14            | Nahrungsmittel               |
| Kweichow Moutai Co Ltd                         | 1,12            | Spirituosen                  |
| Bank of China Ltd                              | 1,08            | Banken                       |
| China State Construction Engineering Co Ltd    | 1,07            | Bau                          |
| Bank of Beijing Co Ltd                         | 1,04            | Banken                       |
| Gree Electric Appliances, Inc. of Zhuhai       | 1,00            | Elektrogeräte                |
| China Everbright Bank Co Ltd                   | 0,98            | Banken                       |
| Agricultural Bank of China Co Ltd              | 0,96            | Banken                       |
| China Pacific Insurance (Group) Co Ltd         | 0,82            | Versicherungen               |
| China Yangtze Power Co Ltd                     | 0,81            | Stromversorger               |
| Ping An Bank Co., Ltd.                         | 0,76            | Banken                       |
| China Railway Group Limited                    | 0,75            | Eisenbahnbau                 |
| Midea Group CO., LTD                           | 0,70            | Elektrogeräte                |
| Daqin Railway Co Ltd                           | 0,70            | Eisenbahnbetreiber           |
| SUNING COMMERCE GROUP CO., LTD.                | 0,66            | Einzelhandel                 |
| Hua Xia Bank Co Ltd                            | 0,66            | Banken                       |
| SAIC Motor Co Ltd                              | 0,66            | Automobile                   |
| Poly Real Estate Group Co Ltd                  | 0,64            | Immobilien                   |
| China United Network Communications Co Ltd     | 0,63            | Telekommunikation            |
| China Construction Bank                        | 0,62            | Banken                       |
| China Petroleum & Chemical Corporation         | 0,61            | Öl und Gas                   |
| SDIC Power Holdings Co.,Ltd.                   | 0,58            | Stromversorger               |
| Jiangsu Hengrui Medicine Co Ltd                | 0,57            | Pharma                       |
| Wuliangye Yibin Co Ltd                         | 0,56            | Spirituosen                  |
| Hunan TV & Broadcast Intermediary Co Ltd       | 0,56            | Medien                       |
| Huatai Securities Co Ltd                       | 0,56            | Banken                       |
| China Railway Construction Co Ltd              | 0,55            | Eisenbahnbau                 |
| PetroChina Co Ltd                              | 0,51            | Öl und Gas                   |
| Kangmei Pharmaceutical Co Ltd                  | 0,50            | Pharma                       |
| GD Power Development Co Ltd                    | 0,50            | Stromversorger               |
| China Life Insurance Company Limited           | 0,50            | Versicherungen               |
| Shenwan Hongyuan Group CO., LTD                | 0,48            | Finanzdienstleistungen       |
| GF Securities Co., Ltd.                        | 0,47            | Finanzdienstleistungen       |
| Jiangsu Kangde Xin Composite Material Co.,Ltd. | 0,47            | Industrie                    |
| Inner Mongolia Baotou Steel Union Co Ltd       | 0,46            | Stahl                        |
| Huaneng Power International Inc                | 0,46            | Stromversorger               |
| ZTE Corporation                                | 0,45            | Telekommunikationsausrüstung |